# Estadio de Sekondi-Takoradi
El Estadio Sekondi-Takoradi (también llamado Estadio Essipong), es un estadio multiusos ubicado en la ciudad de Sekondi-Takoradi en Ghana. Se usa para la práctica del fútbol y de atletismo. Fue inaugurado en 2008 y tiene una capacidad para 20 000 personas.
El estadio fue construido por la empresa china, Shanghái Construction Company Limited, misma firma que construyó a semejanza el Estadio de Tamale, ambos recintos para ser utilizados como sedes para la Copa Africana de Naciones 2008.
El recinto actualmente es ocupado por el club Sekondi Hasaacas de la Liga de fútbol de Ghana.